# Cascada del Parque de la Ciudadela
La cascada del parque de la Ciudadela —también conocida como Gran cascada o Cascada monumental— es un conjunto arquitectónico y escultórico con fuentes y surtidores de agua ubicado en el parque de la Ciudadela, en el distrito de Ciudad Vieja de Barcelona (España). Fue construido entre 1875 y 1888 con un diseño general de José Fontseré, mientras que el proyecto hidráulico fue de Antoni Gaudí, y en sus elementos escultóricos intervinieron Rossend Nobas, Venancio Vallmitjana, Eduard B. Alentorn, Francisco Pagés Serratosa, Josep Gamot, Manuel Fuxá, Joan Flotats y Rafael Atché. Está registrado como Bien Cultural de Interés Local (BCIL) en el Inventario del Patrimonio Cultural catalán con el código 08019/355.

## Historia
El parque ocupa los terrenos de la antigua Ciudadela construida por Felipe V para dominar la ciudad tras la guerra de sucesión española, en el siglo XVIII. Durante mucho tiempo fue considerada un símbolo de opresión por parte de la población barcelonesa, hasta que la Junta de Vigilancia lo mandó derribar en 1841, proceso que no se realizó hasta 1868 gracias a la revolución de La Gloriosa. Surgió entonces la idea de convertir aquel espacio en un parque público, para lo que en 1872 se organizó un concurso que ganó el maestro de obras José Fontseré, el cual proyectó unos amplios jardines para esparcimiento de los ciudadanos, bajo el lema «los jardines son a las ciudades lo que los pulmones al cuerpo humano». Para ello se inspiró en jardines europeos como los de William Rent en Inglaterra, André Le Nôtre en Francia, o las villas de recreo de Roma y Florencia, y junto con la zona verde proyectó una plaza central y un paseo de circunvalación, así como una fuente monumental y diversos elementos ornamentales, dos lagos y una zona de bosque, además de diversos edificios auxiliares e infraestructuras, como el mercado del Borne, un matadero, un puente de hierro sobre las líneas de ferrocarril y varias casetas de servicios. Fontserè contó con la colaboración del joven Antoni Gaudí, que intervino en el proyecto de la Cascada, uno de los puntos neurálgicos del parque, de la que realizó el proyecto hidráulico y diseñó una gruta artificial debajo del conjunto. El monumento fue inaugurado el 12 de junio de 1881, antes de estar completamente terminado. El parque de la Ciudadela fue el epicentro de la Exposición Universal de Barcelona de 1888, que tuvo lugar entre el 8 de abril y el 9 de diciembre de 1888, en la que concurrieron un total de 22 países de todo el mundo y recibió unos 2 240 000 visitantes.

## Descripción
La cascada se sitúa en el ángulo norte del parque, cerca de la entrada por el paseo Lluís Companys, donde se encontraba el Arco de Triunfo que daba la bienvenida a los visitantes de la Exposición de 1888. El conjunto arquitectónico presenta una estructura central en forma de arco triunfal con dos pabellones en sus costados y dos alas laterales con escalinatas, que acogen un estanque dividido en dos niveles. La obra recuerda el Palacio Longchamp de Marsella, obra de Henri-Jacques Espérandieu, influencia que el mismo Fontserè reconoció. En el proyecto original Fontserè preveía una cascada de menor tamaño, en consonancia con las otras fuentes, surtidores y lagos del parque, y que serviría para situar un depósito de agua detrás de ella, para alimentar los dos lagos y los surtidores del recinto; sin embargo, poco más tarde cambió de opinión y monumentalizó el conjunto, que adquirió la fisonomía actual. El motivo del cambio no está claro, y puede que fuese una imposición de la comisión de la Ciudadela, formada por Elías Rogent, Antonio Rovira y Trías y Joan Pau Torras. En su parte posterior la cascada tiene varias dependencias, como una gruta artificial, sobre la que se sitúa el Aquarium, al que se accede desde la parte superior de la escalinata, detrás del grupo del Nacimiento de Venus; aquí se hallaba el depósito de agua que alimentaba la cascada, y actualmente es un espacio cerrado al público. El monumento ha sido restaurado en 1956, 1972, 1989 y 2009.
El acuario estuvo en funcionamiento hasta los años 1930, cuando sus colecciones pasaron al Zoo. En su día fue la primera exposición permanente de peces vivos que hubo en Barcelona. En su interior había una decoración en esgrafiado con la figura del dios Neptuno y, en el nivel inferior, un grupo de estalactitas que simulaba una gruta. En una superficie de 120 m² se exponían diversas especies de peces del litoral marino y los ríos catalanes, así como crustáceos, estrellas y erizos de mar, conchas, caracolas, corales, esponjas e insectos vinculados a los ambientes fluviales y marinos.
El monumento destaca por su profusión escultórica, en la que intervinieron varios de los mejores escultores del momento: destaca el grupo escultórico de hierro forjado La Cuadriga de la Aurora, de Rossend Nobas, así como El nacimiento de Venus, de Venancio Vallmitjana; el frontón es obra de Francisco Pagés Serratosa. Otras esculturas son: Anfítrite, de Josep Gamot; Neptuno y Leda, de Manuel Fuxá; y Dánae, de Joan Flotats. Asimismo, Rafael Atché realizó los cuatro grifos que expulsan agua por la boca, en la parte inferior del monumento. 
| Nombre                 | Autor                                                                     | Material       | Dimensiones                                                      | Descripción | Foto |
| ---------------------- | ------------------------------------------------------------------------- | -------------- | ---------------------------------------------------------------- | --- | ---- |
| Cuadriga de la Aurora  | Rossend Nobas                                                             | Hierro fundido | 6,66 x 5,79 x 8,15 m                                             | Es una alegoría de la Aurora, situada sobre una cuadriga tirada por cuatro caballos. En su mano derecha alza una antorcha, como símbolo de la luz con la que ilumina el mundo cada mañana. En el concurso fallado en 1876 se concedió la realización de esta escultura a Andreu Aleu, pero tras su renuncia se hizo cargo Rossend Nobas. El encargo no se formalizó hasta 1883, por lo que fue la última escultura en colocarse, ya en 1888. Su peso de treinta toneladas obligó al arquitecto Elías Rogent a reforzar la estructura de la cascada para soportar la obra. La iconografía de esta escultura no se relaciona con la del resto del conjunto, centrada en los temas acuáticos, y parece responder a una iniciativa de José Fontseré, de ideario republicano, relacionando las ideas de luz y libertad. |      |
| Angelotes              | Josep Gamot                                                               | Mármol blanco  | 2,45 x 1,61 x 1,30 m                                             | Repartidos por todo el monumento hay varios amorcillos alados, que forman el cortejo de Cupido, hijo de Venus. Hay ocho en los ángulos de la base que soporta el grupo de la Aurora, y dos sobre cada una de las puertas del cuerpo bajo; los primeros llevan guirnaldas de flores, mientras que los segundos portan atributos marinos (una caracola y un delfín). |      |
| Venus (frontón)        | Francisco Pagés Serratosa                                                 | Mármol blanco  | 3,91 x 1,60 x 1,05 m                                             | En el frontón del conjunto se sitúa una figura de Venus, la diosa de la belleza y el amor, nacida en el mar. Se halla recostada sobre un pez de aire grotesco, y la acompañan cinco putti con conchas y caracolas marinas. |      |
| Dánae                  | Joan Flotats                                                              | Mármol blanco  | 1,80 x 2,21 x 0,78 m                                             | Dánae era hija del rey de Argos, y fue fecundada por Júpiter en forma de lluvia dorada, con el que fue madre de Perseo. Aquí se encuentra desnuda en el momento previo a la fecundación, acompañada de un amorcillo. Al parecer, tanto esta figura como la de Leda fueron introducidas por Flotats sin estar previamente en el programa iconográfico, ya que no tienen mayor relación con Venus que el elemento acuático: la lluvia o un lago en el caso de Leda. |      |
| Leda                   | Manuel Fuxá                                                               | Mármol blanco  | 1,95 x 2,21 x 0,78 m                                             | Leda era hija del rey de Etolia, y fue seducida por Júpiter con forma de cisne, unión de la que nacieron Helena, Cástor, Pólux y Clitemnestra. Aparece sentada con el cisne a su lado, en el momento en que se encuentran, previo al amor. Esta figura se relaciona con la de Dánae, y se enmarca en el conjunto iconográfico por la presencia del agua, en este caso el lago donde nada el cisne. |      |
| Nacimiento de Venus    | Venancio y Agapito Vallmitjana (diseño), Eduard B. Alentorn (realización) | Mármol blanco  | 4,86 x 3,94 x 3,12 m                                             | Es el motivo principal del conjunto, que representa el nacimiento de la diosa Venus. La diosa se halla de pie con los brazos en alto, enmarcada por una concha marina y dos náyades a sus pies. Este grupo se alza sobre un conjunto irregular de rocas de donde brota el primer surtidor de la cascada. Debajo hay cuatro caballos marinos, con medio cuerpo de caballo y medio de pez, que parecen conducir un carruaje imaginario, efecto calcado de la obra de Henri Espérandieu en Marsella. El diseño de los Vallmitjana —realizado mayormente por Venancio— se centró en la frontalidad del grupo, ya que el monumento está diseñado para ser visto de frente, así como en su monumentalidad, ya que debía ser visto de lejos. El ejecutor de la obra, Eduard B. Alentorn, añadió unos elementos vegetales a la parte posterior del grupo, visible al subir las escalinatas, así como dos grandes hélices, en alusión a los barcos y la importancia marítima de Barcelona. |      |
| Faunos                 | Rossend Nobas                                                             | Mármol blanco  | 2,28 x 1,30 x 1,40 m (figura 1), 2,30 x 1,22 x 1,30 m (figura 2) | Los faunos se hallan junto a las náyades, en el grupo principal del conjunto. Eran seguidores del cortejo de Baco, por lo que no se relacionan con Venus, por lo que cabe suponer que su presencia está más ligada al concepto de la fecundidad, uno de los temas subyacentes en el programa iconográfico, como en los casos de Dánae y Leda. A la izquierda se encuentra el dios Pan tocando la siringa, con una cabra y una vara de pastor; a la derecha se halla un fauno cubierto con una piel de león y engalanado con hojas de viña, con dos crótalos en sus manos. |      |
| Anfítrite              | Josep Gamot                                                               | Mármol blanco  | 2,68 x 0,98 x 0,70 m                                             | Anfítrite es una nereida, mujer de Neptuno. Se encuentra en una de las bases del grupo central, a la altura del tramo medio de las escalinatas, junto a la figura de Neptuno en el lado contrario, con el que forma pareja. La figura está semidesnuda y sostiene una lanza, mientras que su cabeza se gira hacia los caballos del primer surtidor. |      |
| Neptuno                | Manuel Fuxá                                                               | Mármol blanco  | 2,85 x 1,03 x 0,80 m                                             | Neptuno, dios del mar, forma pareja con la figura anterior. Como ella, dirige su vista hacia los caballos marinos, y sostiene entre sus manos un tridente, el habitual atributo iconográfico de este dios. La figura está en contraposto, que denota una tensión latente que contrasta con la actitud tranquila de su figura opuesta, Anfítrite. Una copia de esta estatua se encuentra en el parque de la España Industrial. |      |
| Niños                  | Rossend Nobas                                                             | Mármol blanco  | 1,39 x 1,10 x 0,65 (figura 1), 1,48 x 1,25 x 0,70 (figura 2)     | En las puertas laterales del primer nivel de la escalinata se hallan dos pequeñas figuras de niños o angelitos, con diversos elementos marinos. Se relacionan con los putti del tímpano, y son elementos meramente decorativos, sin especial relevancia para el significado del conjunto. |      |
| Grifos                 | Rafael Atché                                                              | Mármol blanco  | 3,97 x 3,24 x 1,92 m                                             | Los grifos son animales mitológicos, mitad león y mitad águila. Se encuentran en el estanque, entre las dos láminas de agua que lo forman, y hacen de surtidores, gracias al agua que sale de su boca. Hay cuatro, cada uno de ellos diferenciados y con peculiaridades propias: uno tiene la cabeza de águila mientras que los otros tres la tienen de león; igualmente, las alas de cada figura son distintas, desde unas parecidas a las de un murciélago hasta otras con plumas o escamas. Quizá por su naturaleza fantástica estas figuras no son tan realistas como el resto del conjunto, y denotan un sello estilístico más estilizado y ornamental, por lo que se las considera como precedentes del modernismo. |      |
| Medallones del lagarto | Antoni Gaudí                                                              | Piedra caliza  |                                                                  | Junto a la entrada del Aquarium, en la parte superior del monumento, se hallan dos medallones con lagartos en relieve, diseñados por Gaudí, autor del proyecto hidráulico del conjunto. El diseño de los animales es bastante naturalista, y recuerda las figuras del ábside de la Sagrada Familia que el arquitecto modernista realizaría años después. |      |